# Гречки
Гречки (укр. Гречки; до 2025 года — Гречкино) — село,
Гречкинский сельский совет,
Конотопский район,
Сумская область,
Украина.
Код КОАТУУ — 5922682201. Население по переписи 2001 года составляло 224 человека.
Является административным центром Гречкинского сельского совета, в который, кроме того, входят сёла
Васильковщина,
Воронцово,
Дедовщина,
Заречье,
Пиротчино и
Пионерское.

## Географическое положение
Село Гречкино находится на левом берегу реки Эсмань,
ниже по течению на расстоянии в 3 км расположено село Заречье,
на противоположном берегу — село Холодовщина (Шосткинский район).
К селу примыкает большой лесной массив (сосна).
Река в этом месте извилистая, образует лиманы, старицы и заболоченные озёра.
Вдоль русла реки несколько торфяных болот.
На расстоянии в 4 км находится железнодорожная станция Пиротчино,
вдоль реки идёт отдельная узкоколейная ветка.

## История
- Село Гречкино известно со второй половины XIX века.

## Объекты социальной сферы
- Школа І-ІІ ст.